# Лачплесис

Барельеф Лачплесиса на памятнике Свободы в Риге

Памятный камень в честь победы над войсками Бермондта

«Ла́чплесис» (латыш. Lāčplēsis, в переводе — разрывающий медведя) — латышский героический эпос, созданный Андреем Пумпурсом на основе народных преданий и опубликованный, после 15-летней работы, в 1888 году. Образ главного героя эпоса, Лачплесиса, олицетворяет величие народа, его героизм. Символизирует отвагу человека, борющегося с захватчиками.
Эпос опубликован в июне, во время III Латышского праздника песни. На латышском языке он затем издавался десятки раз и в Латвии, и в эмиграции. В советской Латвии появилась адаптация для детей. Важная роль в подготовке изданий принадлежит художникам-иллюстраторам Эдуарду Бренцену, Эмилю Мелдеру, Волдемару Валдманису, Зигурду Зусе, Гунару Кроллису.

## Исторический контекст
Создание эпоса связано с интересом к национальным эпосам, особенно актуальным в Европе в XIX веке в контексте романтического национализма. Существование эпоса в тот период считалось одним из доказательств существования нации, а его создание являлось вкладом в укрепление национального самосознания. Сочинение Пумпурса хронологически следовало за созданием финского эпоса «Калевала» (1835; 1849) и эстонского «Калевипоэг» (1857—1861), однако автор принял во внимание и другие — например, греческие и римские традиции сюжета и образов. Интерес к латышскому и другому народному фольклору побудили автора поставить в центр повествования сказочного богатыря. События эпоса основаны на мотивах латышских сказаний и сказок, а также актуализацией событий XIII в, изложенных в Хронике Генриха Латвийского и историческом сказании Гарлиба Меркеля «Ванем Иманта» (Wannem Ymanta, 1802).

## Сюжет
Фабула истории Лачплесиса едина в ряде произведений, хотя сюжеты «национального эпоса» Пумпура, драмы Райниса «Огонь и ночь» (1905), драмы Андриевса Ниедры «Кангарс», прозаического произведения Апсесделса «Мечта Лачплесиса» (1918) несколько разнятся; латышский сюжет лёг в основу рассказа Проспера Мериме «Локис». В народных сказках главного героя называют «Лачаусис» (медвежеухий), это вскормленный медведицей или рождённый от человека и медведицы силач в шапке с медвежьими ушами, в которой и заключается его сила. У Ниедры Лачплесис представлен как дурачок, у Апсесделса он встречается с Заратуштрой, призывающего того бороться не с врагами, а с собственными слабостями.
Эпос Андрея Пумпурса содержит множество отсылок на повествования о Чёртовой яме, предание о Стабурагсе, эстонские, финские, англо-саксонские, кельтские мифологические тексты; описание Яновой ночи заимствовано из сказании Гарлиба Меркеля «Ванем Иманта». Но для него характерна яркая дидактика, контрастность образов и поступков персонажей, однозначность характеров и мотивировок.
Текст делится на 6 песен. Сначала описывается «потерянный рай» с пантеоном богов и их страшными пророчествами о потере народом свободы и нашествии иноземных завоевателей. Затем рождается герой, проходящий через череду испытаний и обретающий невесту — Лаймдоту. Появляются захватчики, в битве Лачплесис побеждает злых духов и вступает в поединок с Чёрным рыцарем, но оба падают со скалы в Даугаву. Завершается повествование мыслью, что битва не закончена.
В системе образов сторонники Лачплесиса — Лаймдота и Кокнесе, и противники — предатели Кангарс, Каупа, пришельцы с Запада — крестоносцы, среди которых выделяется монах Дитерих и повелитель Черный рыцарь. Среди противников сначала эстонский силач Калапуйсис, с которым вскоре заключается мирный договор. Как у Лачплесиса, сверхъестественные способности есть и у Спидолы, которая из ведьмы, стремившейся уничтожить героя, превращается в его союзницу.

## Рукопись
Личный архив Пумпурса погиб во время Первой мировой войны, в том числе рукопись эпоса с авторскими поправками. Во время Второй мировой войны были обнаружены экземпляры первого издания, в которых автор восстановил цензурные изъятия, сделанные при этой публикации. С них были внесены поправки в текст эпоса, опубликованный в 1947 году.

## Оценки
Литературовед Гунтис Берелис отметил, что эпос Пумпура обозначил завершение эпохи национального романтизма. Позднее образ героя, имевшего связь с «потерянным раем», начал описываться другими языками культуры и даже перешёл в китчевые формы и национальную идеологию. «„Лачплесис“ — это был тупик, правда, эффектный тупик», — считает Берелис.
«Когда латыши читают „Лачплесис“, или смотрят его инсценировку, или обращаются к иному его образу, им напоминают, что герой бесследно сгинул, не выполнив свой долг. Их просят подождать его возвращения, вместо того, чтобы призвать действовать самим, взять на себя ответственность... Возможно, эпос призывает читателей признать отсутствие свободы и тем самым признаёт авторитарную форму политической идеологии с культурной моделью passe-patriot, которая понижает степень гражданской активности», — рассуждает культуролог, профессор Рижского университета имени П.И Страдыня Сергей Крук. Он сделал вывод о негативной роли эпоса в современном латышском обществе, зафиксированной культурной травме — невозможности героя противостоять внешним враждебным силам и потере народом свободы и независимости.

## Переводы
Эпос «Лачплесис» был переведён на русский язык за полтора месяца в 1941 году, начиная с марта, (В. В. Державин) и впервые издан в 1945-м. Буквальный перевод Державина до 1988 года переиздавался 6 раз. Научное издание вышло в 1975 году. В 1983 году Л. В. Копылова выполнила новый перевод на русский язык.
С русского перевода Державина эпос переводили на другие языки. Переводчику Иппэю Фукуро текст вручил посол Советского Союза в Японии, и в 1954 году вышло первое японское издание c изысканными чёрно-белыми иллюстрациями Итиро Ариоко, портретом автора, предисловием. До 1967 года оно переиздавалось 9 раз, общим тиражом 200 тыс. экземпляров.
В 1959 году вышел перевод на литовский язык.
В 1973 году опубликован эстонский перевод.
В 1987 году был подготовлен пересказ эпоса на чешском языке с рядом поэтических фрагментов.
В 1988 году латышский эпос переведён на финский, английский и немецкий языки.
В 1991 году вышло последнее заказанное советской страной издание — на датском языке (повторно вышло в 2012 году).
В 2003 году опубликован поэтический перевод на польском языке.
В 2007 году эпос переведён на английский язык (Bearslayer), переводчик Артур Кропли (Arthur Cropley). Книгу издало академическое издательство Латвийского университета.
В 2013 году Феликс Бахчинян опубликовал свой перевод эпоса на армянский язык. Этот труд был начат в 1998 году по инициативе Мариса Чаклайса.
В 2017 году издан испанский перевод, его выполнил живущий в Латвии испанский литератор Мигель Анхель Перес Санчес. На эту работу ему потребовалось полтора года.

## В культуре и общественной жизни
В Латвии 11 ноября отмечается государственный праздник День Лачплесиса — день памяти героев, павших за освобождение Латвии. В 1919 году в этот день армия Латвии отразила нападение войск Павла Бермондта-Авалова, наступавшего на Ригу, и в тот же день была учреждена высшая военная награда Латвии — военный орден Лачплесиса.
Улица Лачплеша в Риге была переименована в честь первой постановки пьесы Райниса «Огонь и ночь» в находившемся на этой улице Новом Рижском театре. Прежде улица называлась Романовской в честь правящей в России императорской династии.
«Лачплесис» (Латвия, 1930) — немой фильм режиссёра Александра Рустейкиса. Кинокартина была задумана как посвящение десятилетнему юбилею независимости Латвийской Республики. Премьера состоялась 3 марта 1930 года. В фильме проводится параллель между героем латвийского национального эпоса Лачплесисом, противостоявшим тевтонским завоевателям в XIII веке, и современным героем Янисом Ванагсом (латыш. Vanags; «ястреб»), борцом против российского господства в XX веке.
Название «Лачплесис» носил располагавшийся в мифическом Лиелварде колхоз-миллионер.
В Юрмале, близ железнодорожной станции Майори, в 1954 году установлен памятник Лачплесису с поднятым мечом, рубящим дракона.
По мотивам первоначального текста Пумпурса была создана рок-опера «Лачплесис» (1988, либретто Мары Залите, музыка Зигмарса Лиепиньша).
Статуя Лачплесиса установлена на фасаде здания Сейма. Её обновил за собственные средства рижский предприниматель Евгений Гомберг, однако руководство парламента не хотело принимать его дар по политическим соображениям, пока не получило рекомендацию от президента Вайры Вике-Фрейберги, которой, в свою очередь, такую рекомендацию дала во время своего визита в Латвию британская королева Елизавета II. В программе визита было открытие памятника рижскому градоначальнику англичанину Джорджу Армитстеду, который изготовил меценат Гомберг. Памятник королеве понравился, после чего президент вступилась и за Лачплесиса, несколько лет стоявшего во дворе офиса у Гомберга.
В Латвии ряд товаров народного потребления носит имя Лачплесиса — например, пиво «Лачплесис».

## В филателии

Почтовые марки
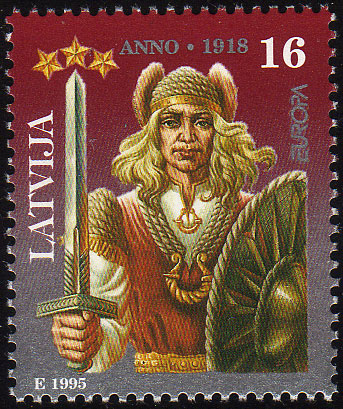
Лачплесис на почтовой марке Латвии, 1995 год
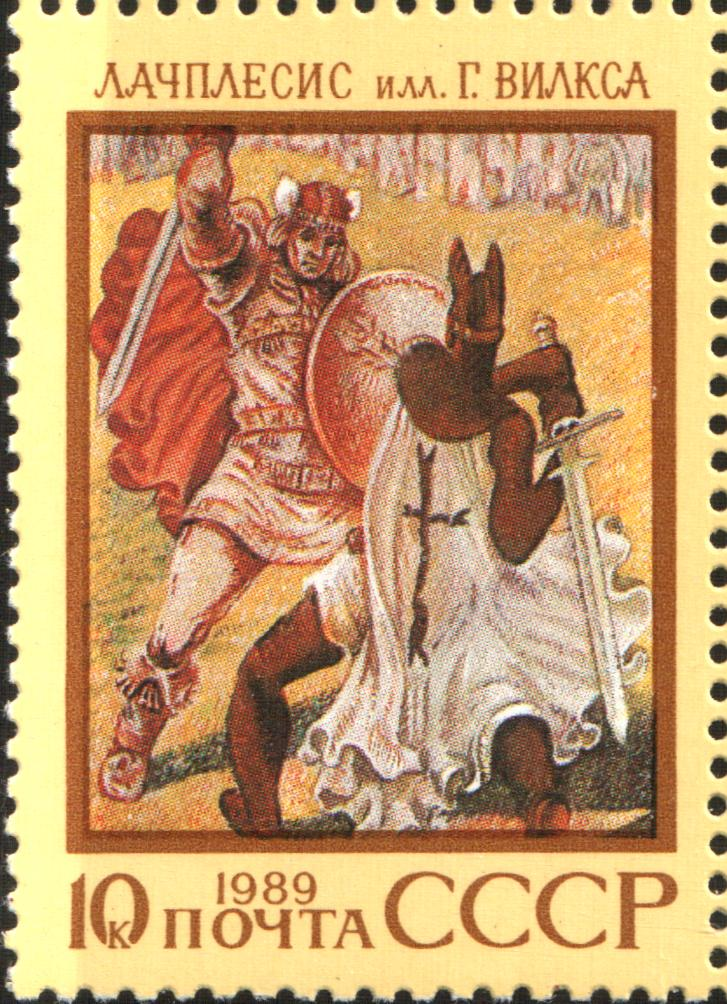
Лачплесис на почтовой марке СССР, 1989 год
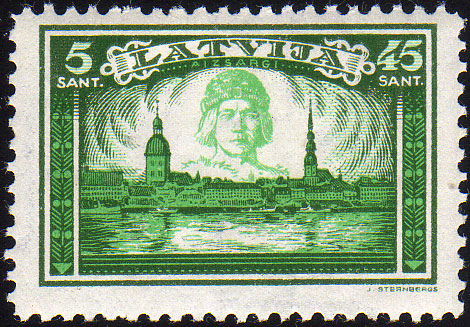
Почтовая марка Латвии, 1932 год